# Magazin 2000plus
Das Magazin 2000plus (bis 1997: Magazin 2000) ist eine von Ingrid Schlotterbeck herausgegebene deutsche Zeitschrift. Magazin 2000plus beschäftigt sich, wie die Vorgänger, mit esoterischen und paranormalen Themen und wird der Reichsbürgerszene zugeordnet.

## Geschichte
Die Zeitschrift erschien erstmals 1979 unter dem Titel 2000: Magazin für Grenzwissenschaften im Luxemburger John Fisch-Verlag. 1984 übernahm sie Michael Hesemann, Ingrid Schlotterbeck wurde 1995 Mitherausgeberin. Die Untertitel wechselten mehrfach:
- „Magazin für den Menschen von Morgen“, 1984
- „Magazin für neues Bewußtsein; Kosmos, Erde, Mensch“, 1988
- „Kosmos, Erde, Mensch; internationales Forum der Grenzwissenschaften“, 1994
- „Magazin 2000plus: Kosmos, Erde, Mensch; internationales Forum der Grenzwissenschaften“, 1997

Unter Hesemanns Leitung erschien das Magazin 2000 im Verlag Gather in Neuss. nach seinem Ausstieg im Jahr 2000 bei Argo in Marktoberdorf.

## Herausgeber
Magazin 2000plus erscheint im Argo Verlag der Herausgeberin Ingrid Schlotterbeck. Die heutige Herausgeberin hatte sich einige Jahre  als „Außenministerin der Kommissarischen Regierung des Deutschen Reiches“ bezeichnet. Als Verlagssitz wird Marktoberdorf im Landkreis Ostallgäu angegeben. Die Auflage beläuft sich Stand 2017 auf ca. 30.000 Exemplare.

## Inhalte
Das Magazin druckt vor allem esoterische Verschwörungstheorien ab und hat eine geschichtsrevisionistische Note. Außerdem gehören des Weiteren auch fremdenfeindliche Artikel, die vor Flüchtlingsströmen warnen, zum Artikelfeld. Neben Artikeln der Herausgeberin schreibt auch Jo Conrad für das Magazin.
Das Magazin wird der Reichsbürgerszene zugeordnet, die Beteiligten selbst verorten sich dort allerdings nicht. Ganze Sonderhefte werden jedoch dem angeblich noch existierenden Deutschen Reich gewidmet. Das Magazin steht außerdem der rechtsextremen Partei Interim Partei Deutschland nahe.

## Rezeption
Nach Ansicht des Bundesvorstands der Vereinigung der Verfolgten des Naziregimes bietet die Zeitschrift eine „diffuse Mischung aus Esoterik, Mythen und rechter Politik“.